# Medbourne

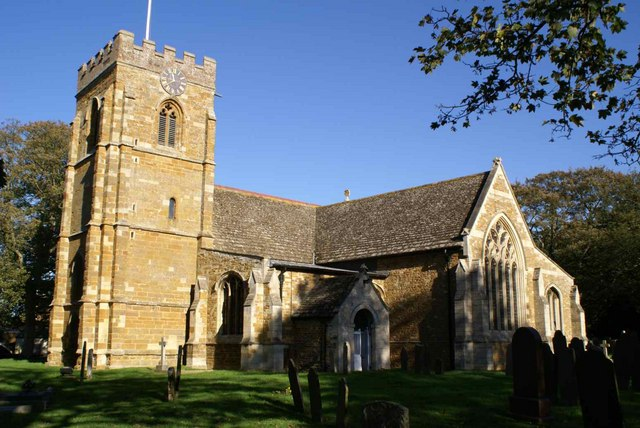
Iglesia de San Giles, Medbourne.

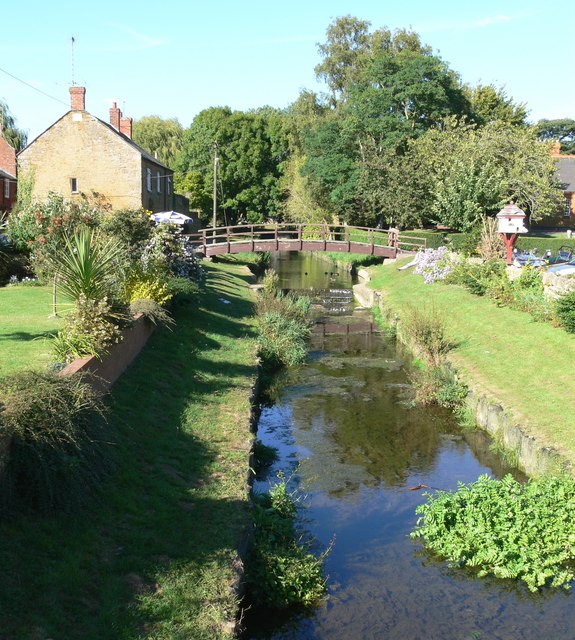
Arroyo Medbourne.

Medbourne es una localidad y parroquia civil en el Reino Unido. Se encuentra en el distrito de Harborough, condado de Leicestershire, Inglaterra, en la parte sur del país, 120 km al norte de la capital,  Londres.
El clima costero prevalece en el área. La temperatura media anual de la zona es de 9 °C. El mes más cálido es agosto, cuando la temperatura promedio es de 17 °C, y el más frío es diciembre, con 0 °C. 
La población de la parroquia civil en el censo de 2011 fue de 473 habitantes.
Cada año compite con la cercana localidad de Hallaton en la vieja costumbre del Bottle-kicking (patear botellas) cada lunes de Pascua. 

## Historia
Muy probablemente, Medbourne, que se encontraba en la calzada romana de la Vía Devana, fuese un gran asentamiento de mercado en la época de la Britania romana.
Medbourne, ahora, es un pueblo pequeño y tranquilo a solo diez minutos de Market Harborough y a quince minutos de Uppingham. La estación de tren se cerró en 1916.
El nombre 'Medbourne' significa "arroyo de la pradera".